# PW/S Vispilä
För ön, se Vispilä (ö)
PW/S Vispilä är ett 28 meter långt finländsk passagerarfartyp som drivs med skovelhjul i aktern. Hon bedriver linjetrafik från Salutorget i Helsingfors.
Fartyget byggdes 1993 av Virto-Hitsaus Ky i Virdois för Helsingin Vesi bussit Oy. Fartyget är en katamaran med aluminiumskrov. Hon kan ta maximalt 250 passagerare.

## Bildgalleri

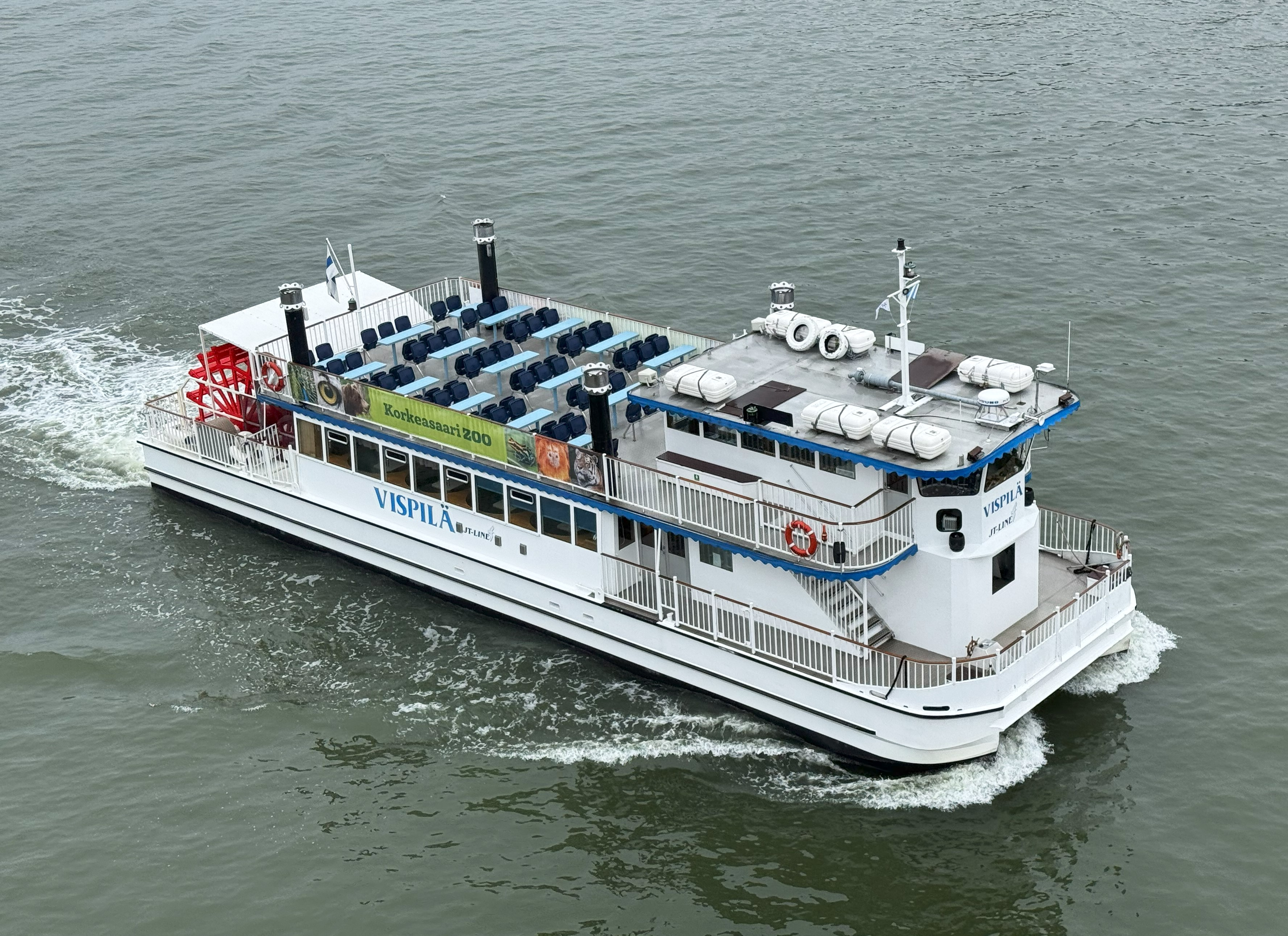
PW/S Vispilä
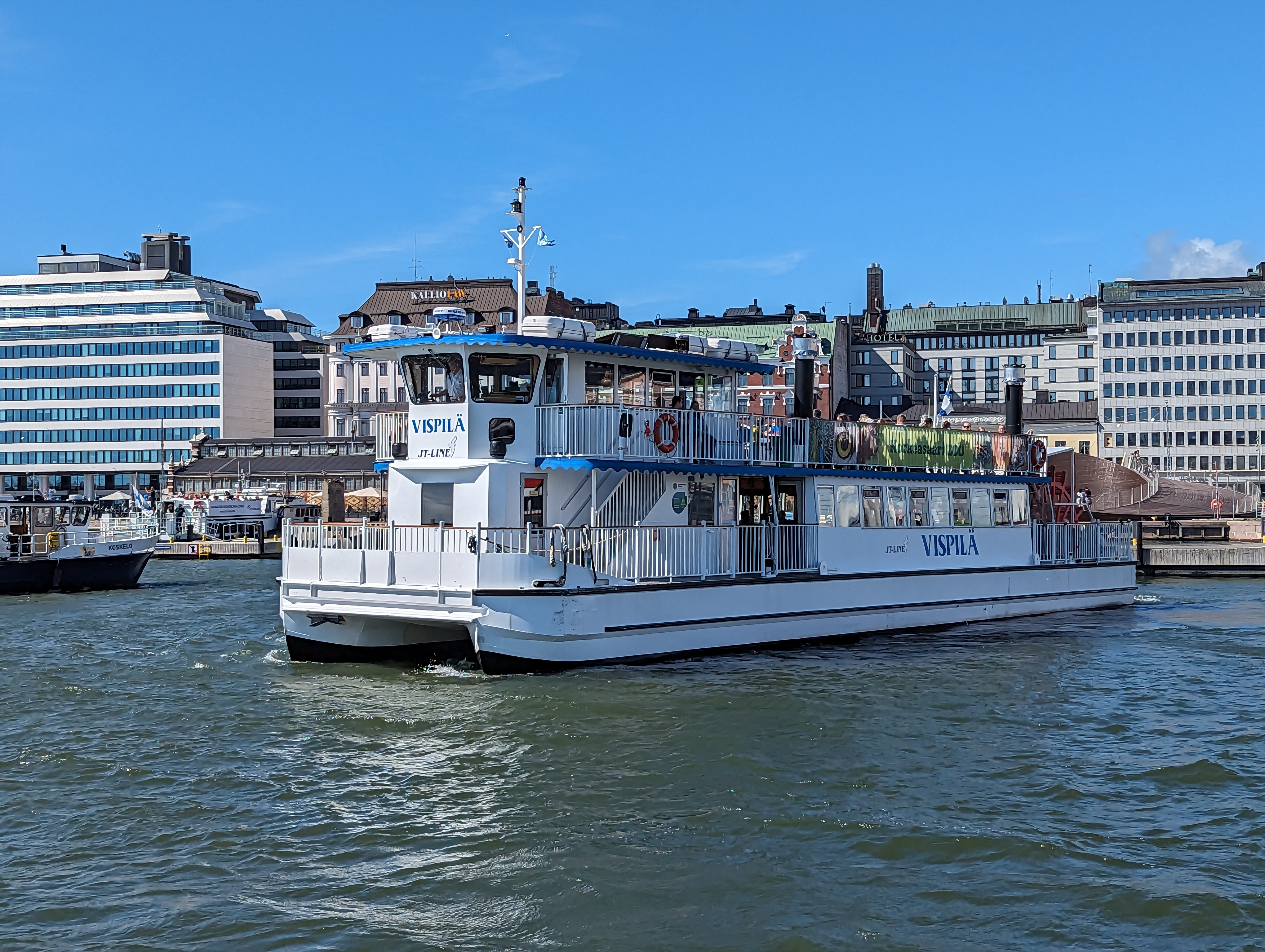
Vispilä framför Salutorget
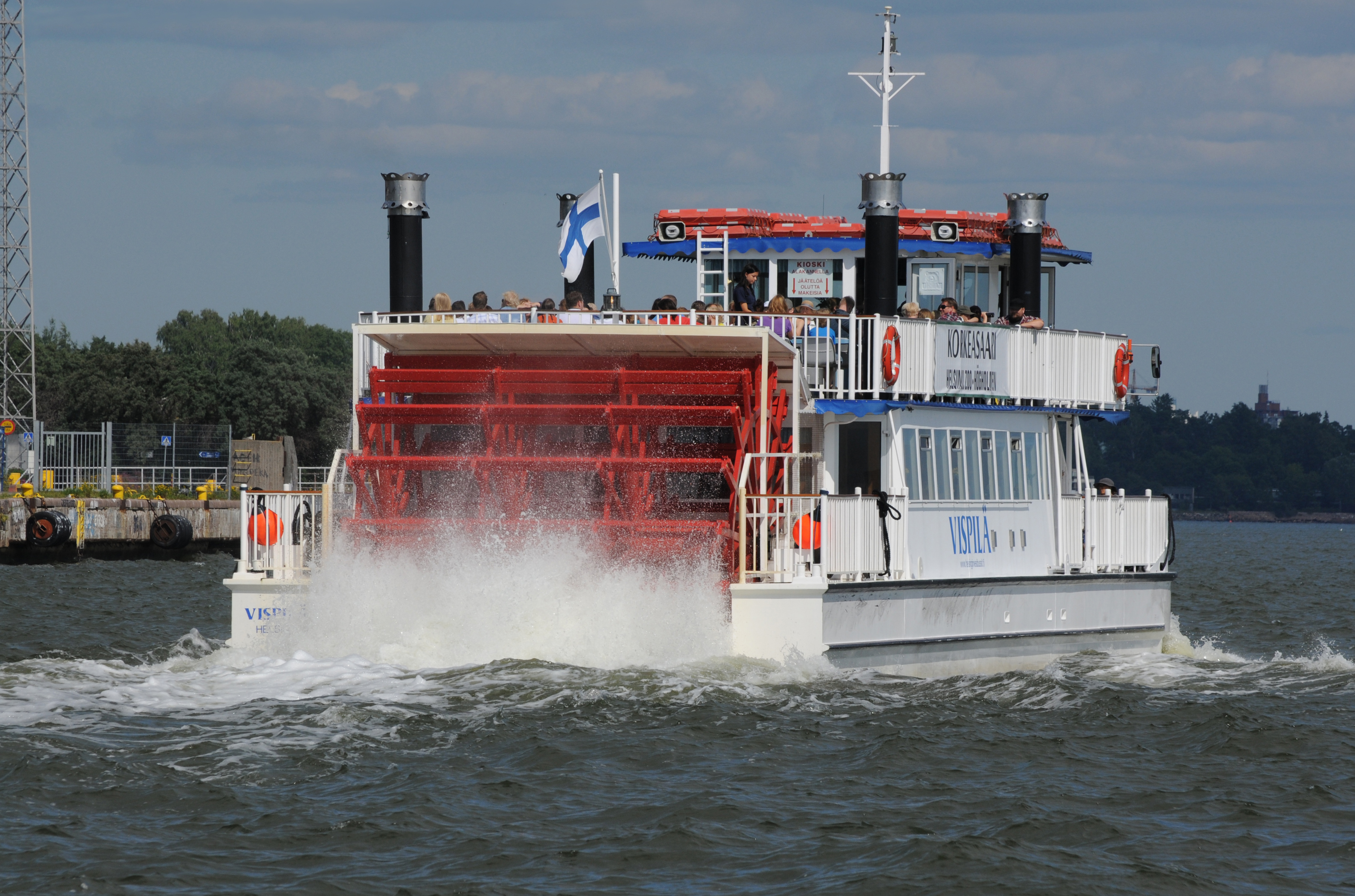
Aktern på Vispilä, med fartygets impeller